# Storstrejken i Franska Karibien 2009

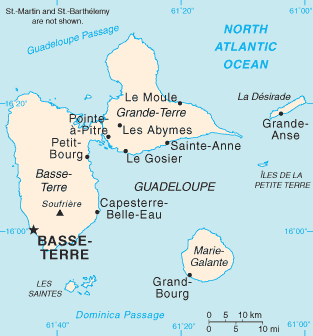
Karta över Guadeloupe.

Storstrejken i Franska Karibien 2009 började den 20 januari 2009 i de franska regionerna av Karibien på ön Guadeloupe och spred sig till grannön Martinique den 5 februari 2009. Båda öarna ligger i Små Antillerna i Karibiska havet. Strejken började i och med frågorna om levnadskostnaden, priserna på basvaror, inkluderat bensin och mat och krav på att månadslönen höjs för låginkomsttagarna.
Affärer, bensinstationer, skolor, kollektivtrafik och renhållningen har stängts i Guadeloupe och Martinique under strejken.
En facklig representant har skjutits till döds och flera poliser har skadats i sammandrabbningar med demonstranter.